# Knutsford
Knutsford är en stad och civil parish i grevskapet Cheshire i England. Staden ligger i distriktet Cheshire East, cirka 21 kilometer sydväst om centrala Manchester och cirka 17 kilometer nordväst om Macclesfield. Tätorten (built-up area) hade 13 191 invånare vid folkräkningen år 2011. Knutsford nämndes i Domedagsboken (Domesday Book) år 1086, och kallades då Cunetesford.